# Disney California Adventure
 (mars 2024).
Pour les articles homonymes, voir DCA.
Disney California Adventure Park est un parc d'attractions de The Walt Disney Company situé à Anaheim, en Californie. Il ouvre ses portes le 8 février 2001, devenant ainsi le second parc du complexe Disneyland Resort. Le parc ouvre ses portes 46 ans après le premier Disneyland ; il se situe en face de celui-ci et à côté de Downtown Disney District.
En 2010 le parc connaît un changement de nom (anciennement Disney's California Adventure Park) et une progressive rethématisation. Il avait pour thème la destination touristique qu'est la Californie mais a depuis vu l'introduction de personnages Disney et l'ajout des licences Pixar, Star Wars et Marvel. En 2019, le parc est visité par près de 10 millions de personnes, faisant de lui le treizième parc à thèmes le plus visité au monde.
Depuis son ouverture, le parc a été distingué cinq fois par un Thea Award, il s'agit d'un prix mondial décerné par la Themed Entertainment Association. Le parc est primé la première fois en 2002 dans la catégorie Attraction pour Disney Animation et Soarin' Over California, puis en 2010 pour Toy Story Midway Mania. En 2011 il est de nouveau primé mais dans la catégorie Spectacle live pour Disney's World of Color et en 2018 dans la catégorie Attraction pour Guardians of the Galaxy – Mission: Breakout!

## Dédicace
« Here we pay tribute to the dreamers of the past… the native people, explorers, immigrants, aviators, entrepreneurs and entertainers who built the Golden State. And we salute a new generation of dreamers who are creating the wonders of tomorrow… from the silver screen to the computer screen… from the fertile farmlands to the far reaches of space. Disney's California Adventure celebrates the richness and the diversity of California… its land, its people, its spirit and above all, the dreams that it continues to inspire. »
— Michael Eisner, 8 février 2001

« Ici nous rendons hommage aux rêveurs du passé… les autochtones, explorateurs, immigrants, aviateurs, entrepreneurs et artistes qui ont construit l'État Doré. Et nous saluons une nouvelle génération de rêveurs qui sont en train de créer les merveilles de demain… de l'écran de cinéma à l'écran d'ordinateur… des terres agricoles fertiles, aux étendues éloignées de l'espace. Disney's California Adventure célèbre la richesse et la diversité de la Californie… sa terre, son peuple, son esprit et par-dessus tout, les rêves qu'il continue à inspirer. »

## Histoire

### Une première idée: WestCOT
The Walt Disney Company, forte de la réussite de son complexe touristique Walt Disney World Resort en Floride, souhaite à la fin des années 1980 adapter le modèle de simple parc à thème conçu par Walt Disney dans son Disneyland originel, en un lieu de séjour comprenant plusieurs parcs et des hôtels. La compagnie annonce en 1991 son intention de construire un nouveau parc, devant s'appeler WestCOT. Son ambition est de créer en Californie une nouvelle version du parc Epcot situé en Floride dans le Walt Disney World Resort. Le projet est prévu juste en face du Disneyland, à la place du stationnement du parc. Cependant, en 1995, la compagnie annonce l'annulation de WestCOT, cette décision est prise en raison de l'opposition du voisinage à ce projet et aux difficultés financières de la compagnie due à Euro Disneyland (maintenant Disneyland Paris).

### Le projet retenu:Disney's California Adventure

Logo du parc Disney California Adventure de 2001 à 2010.

En 1995, le projet de nouveau parc est relancé par Michael Eisner, alors PDG de Disney. Il en résulte un nouveau thème sur la Californie, résumé par « Pourquoi visiter la Californie si on la résume pour vous à côté de Disneyland ? ». Le nom choisi est Disney's California Adventure Park tandis que son emplacement reste le même que celui prévu pour WestCOT, c'est-à-dire en face du Disneyland à la place du stationnement visiteurs. Pour le remplacer, un stationnement de plusieurs étages, parmi les plus grands au monde, est construit derrière Disneyland. La construction du parc débute le 22 janvier 1998, suivi de peu par le Disney's Grand Californian Hotel et Downtown Disney. Il ouvre après plus de 3 ans de travaux le 8 février 2001.
À son ouverture, l'urbanisme du parc ne suit aucun schéma particulier tel que le plan radial des royaumes enchantés de Disney ou la double ellipse d'Epcot, il s'agit plutôt d'une succession de carrefours donnant parfois sur des voies sans issues. Au cours de sa première année, le parc compte en moyenne 5 000 à 9 000 visiteurs par jour en semaine et 10 000 à 15 000 le week-end, malgré une capacité de 33 000 personnes par jour. Cette année-là, sa fréquentation est de 5 millions de visiteurs. Le parc connaît donc dès son ouverture en 2001 une crise d'identité vis-à-vis du public, les critiques se cristallisent sur son trop faible nombre d'attractions, sa thématisation trop simpliste et l'organisation générale du parc. L'année suivante n'est pas meilleure, puisque son affluence baisse à 4,7 millions de visiteurs.
En 2003 afin d'augmenter la fréquentation du parc, A Bug's Land tiré du film d'animation 1 001 Pattes ouvre ses portes, son concept est alors de miniaturiser les visiteurs dans la peau d'un insecte, pour cela des trèfles géants de 3 mètres de haut parsèment la zone. Cette extension entraîne le remaniement de certaines zones, par exemple Bountiful Farm Valley qui change de zone pour intégrer A Bug's Land. L'année suivante, l'attraction majeure The Twilight Zone Tower of Terror est ajoutée, dans une version presque identique à celle déjà présente en Floride depuis 1994. Après le succès du film Monstres et Cie coproduit par Disney et Pixar et sorti en 2001, une attraction inédite Monsters, Inc. Mike and Sulley to the Rescue! ouvre en 2006 sur le thème du film, en remplacement de Superstar Limo fermée depuis 2002. Ces différentes nouveautés permettent au parc d'atteindre les 6 millions de visiteurs en 2006, soit sa meilleure affluence depuis son ouverture mais toujours assez loin des résultats attendus à l'ouverture.

### Refonte du parc avec l'intégration des licences Disney
En octobre 2007, Disney annonce officiellement un profond remaniement du parc devant s'achever en 2012. Le parc avait déjà commencé sa « Pixarisation » en 2006 avec l'ouverture de Monsters, Inc. Mike and Sulley to the Rescue!. Cependant, cette annonce officialise le choix pour Disney de privilégier les attractions fondées sur les films de Pixar et non ceux de Disney. Cette décision est la résultante du rachat en 2006 de Pixar par Disney, et du succès des longs-métrages de Pixar. Pour cette rethématisation, Disney débloque plus d'un milliard de dollars, l'objectif est alors d'ajouter de nouvelles attractions et remodeler les flux dans le parc. 

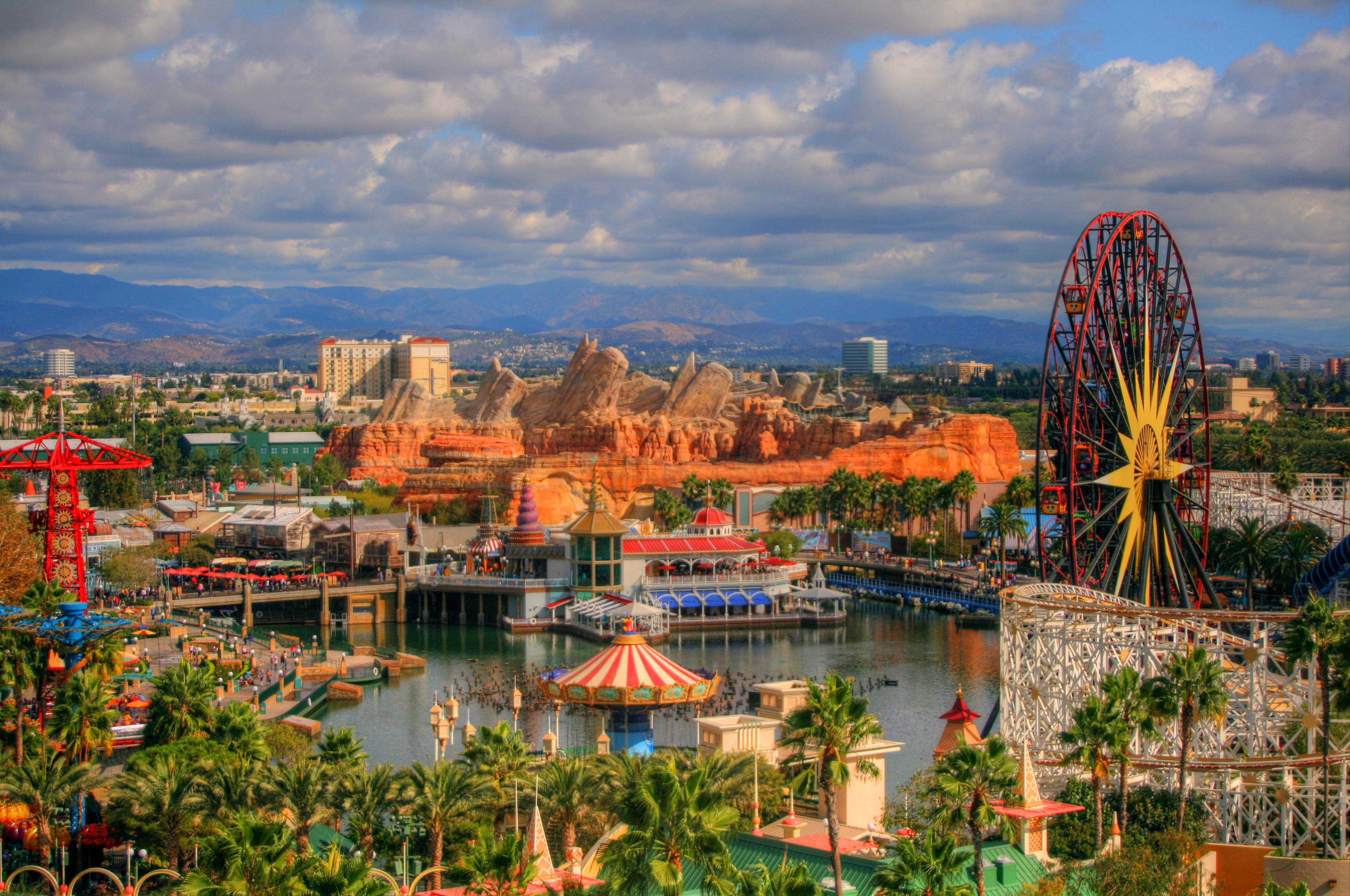
Vue aérienne du parc en 2012.

La première attraction majeure à ouvrir est Toy Story Midway Mania! sur Paradise Pier en juin 2008, dans un espace anciennement occupé par une boutique et des restaurants. En 2010, le parc lance un spectacle nocturne d'eau et de lumières inédit sur le lac de Paradise Bay, Disney's World of Color. Cet enchaînement de nouveautés continue en 2011 avec l'ouverture de l'attraction The Little Mermaid: Ariel's Undersea Adventure sur le site autrefois occupé par le théâtre Golden Dreams.
En 2012 le parc accueille Cars Land, un espace majeur qui signe la dernière étape de la refonte du parc lancée en 2007, comprenant trois attractions, des points de restaurations et des boutiques. Cet espace est une reconstitution de la petite ville de Radiator Springs du film d'animation Cars, dont l'attraction principale est Radiator Springs Racers. Cette même année, l'entrée principale et la Sunshine Plaza sont transformées en une représentation du Los Angeles que Walt Disney a découvert en s'y installant en 1923. L'ajout de Cars Land est une réussite critique et l'affluence atteint en 2012 son record à 7.8 millions de visiteurs.

### Le parc poursuit sur sa bonne dynamique
En 2015, le parc connait un nouveau record d'affluence à 9.4 millions de spectateurs, tandis que le modeste espace Condor Flats est rethématisé en Grizzly Peak Airfield pour intégrer un espace Grizzly Peak, la zone attenante rendant hommage aux parcs naturels. En 2016, le parc connaît plusieurs nouveautés : l'attraction Luigi's Rollickin’ Roadsters remplace Luigi's Flying Tires,, la comédie musicale Frozen - Live at the Hyperion est présentée au Hyperion Theater et l'attraction Soarin' ouvre avec le film Soarin’ Around the World, version plus internationale inaugurée la veille au Shanghai Disneyland.
L'année 2017 est quant à elle marquée par l'ouverture de l'attraction Guardians of the Galaxy – Mission: Breakout! , il s'agit de le rethématisation dans la licence Marvel de l'attraction The Twilight Zone Tower of Terror ,. En 2018, le parc rethémathise le Paradise Pier en Pixar Pier, la plupart des attractions sont modifiées et renommées pour intégrer des licences Pixar. Cette même année, l'espace A Bug's Life (1 001 Pattes) est fermé pour laisser place au nouvel espace Avengers Campus devant ouvrir en 2020. En 2019 le parc accueille la modeste attraction Mickey's PhilharMagic dans le Hollywood Land en lieu et place de Muppets 3D. Ces nombreuses améliorations permettent au parc d'accueillir 9,9 millions de visiteurs en 2019, soit une fréquentation record et constamment en hausse depuis 2004 ainsi qu'une meilleure image auprès du grand public.
Comme pour de très nombreux sites touristiques dans le monde, les années 2020 et 2021 sont marquées par la pandémie de Covid-19, obligeant le complexe Disneyland Resort à fermer ses portes le 13 mars 2020 au soir. Les parcs Disney California Adventure et Disneyland rouvrent officiellement le 30 avril 2021 avec une capacité limitée par les mesures sanitaires. Le nouvel espace Avenger Campus ouvre finalement ses portes le 4 juin 2021, au lieu du 18 juillet 2020 tel que prévu avant la pandémie.

## Le parc à thèmes
Disney California Adventure est un parc à thème sur la Californie, il est découpé en huit espaces, dont sept sont inspirées des différents aspects de l'État de Californie. Les multiples sections du parc sont très différentes les unes des autres, certaines concerne la nature tandis que d'autres sont des représentations touristiques de la Californie. Depuis l'année 2008, certaines zones proposent aussi l'imbrication de licences Disney avec le thème de la Californie, néanmoins il existe dans le parc une seule section qui ne concerne pas la Californie, Avengers Campus, il s'agit là de l'espace pour Marvel.
Entre 2008 et 2012, le parc a fait l'objet d'une métamorphose thématique (ou placemaking) évaluée à un milliard de dollars américains, avec notamment une entrée réaménagée pour évoquer les années 1920, l'ajout de l'attraction Toy Story Mania ou encore d'un pays thématique inspiré du film Cars des studios Pixar.
À l'inverse de Disneyland, les coulisses sont parfois visibles ou imaginables, même après quelques années, les espaces boisés assez peu nombreux, ne permettent pas toujours d'occulter l'environnement externe ou les coulisses du parc. Ainsi par exemple, derrière Pixar Pier, les bâtiments du centre de congrès de la ville d'Anaheim sont visibles, tandis qu'au pied de l'attraction Guardians of the Galaxy – Mission: Breakout! des pylônes électriques sont apparent, ils existent depuis les débuts de Disneyland, mais ne traversaient à l'époque que le stationnement.

### Buena Vista Street
Buena Vista Street est le premier espace que traverse le visiteur en entrant dans le parc, il représente le Los Angeles des années 1920 que Walt Disney a découvert lorsqu'il y est arrivé la première fois. Il est semblable aux rues Principales des autres parcs Disneyland, il possède donc des boutiques, des restaurants et un système de transport. Il sert également de point central vers d'autres espaces, notamment pour Hollywood Land, Grizzly Peak, Pacific Wharf et l'Avengers Campus. Le visiteur à la possibilité de prendre un tramway rouge pour se rendre de la rue Buena Vista au bout d' Hollywood Land.

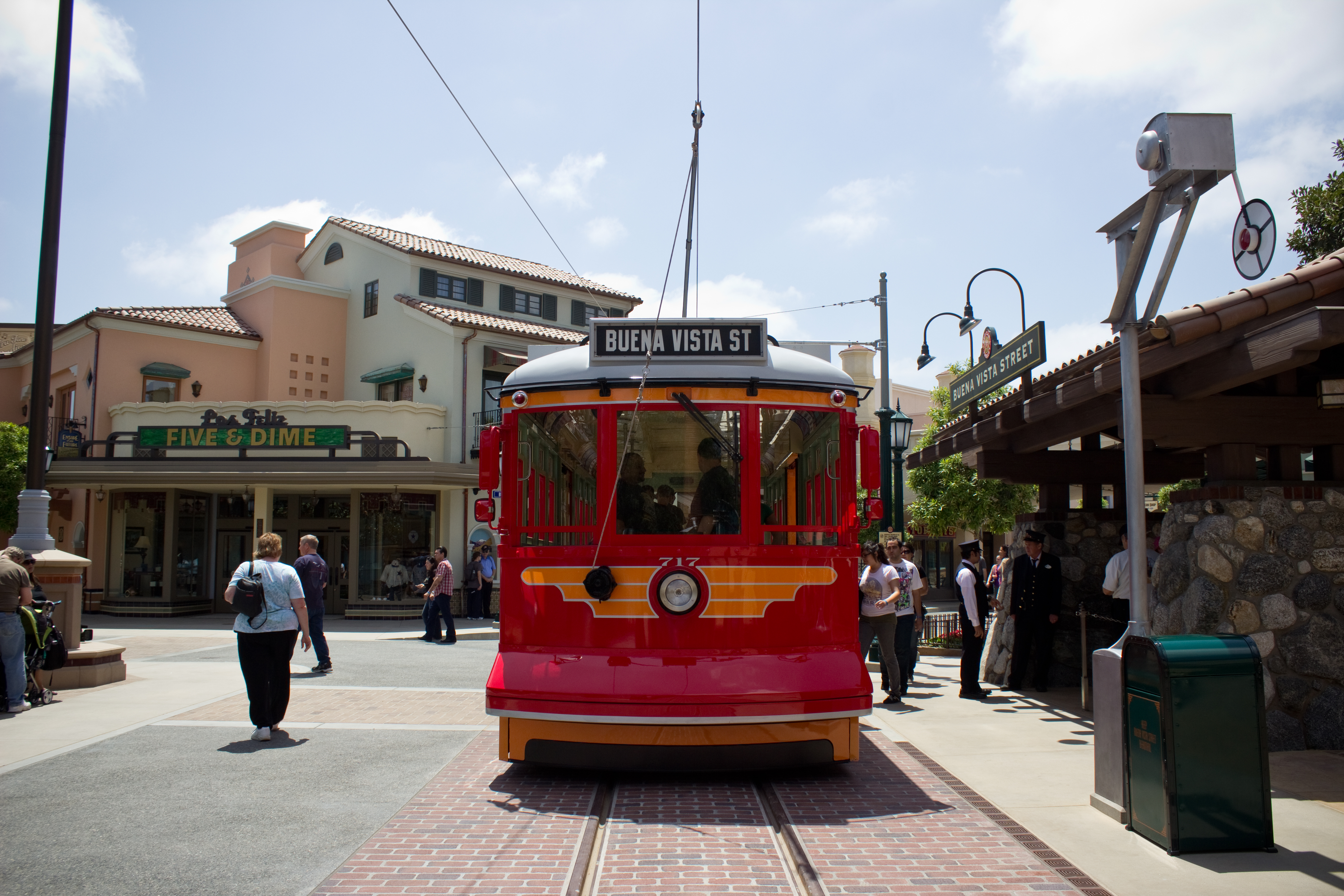
Le tramway Red Car Trolley dans Buena Vista Street.

Cet espace s'appelait, jusqu'en 2012, Golden State, son entrée était ornée de lettres géantes formant le nom California. Des modifications furent apportées lors de cette rethématisation comme l'ajout d'une réplique du Carthay Circle Theater et d'un tramway dans la rue. Actuellement l'entrée se fait sous le pont du monorail venant de Disneyland, il s'ensuit une petite allée de boutiques et de restaurants, pour finir sur une place avec une fontaine, la Sunshine Plaza.
Attractions
- Red Car Trolley permet aux visiteurs de voyager à bord d'un tramway rouge à travers Buena Vista Street et Hollywood Land, ils sont inspirés des tramways qui ont sillonné Los Angeles de 1887 à 1961.
- Five & Dime est un spectacle de rue d'un groupe de jazz des années 1930 se produisant plusieurs fois dans la journée.

Rencontre de personnages
- Meet Disney Pals on Buena Vista Street offre la possibilité aux visiteurs de rencontrer Mickey, Minnie ou Dingo dans un décor des années 1930.

Restaurants
- Carthay Circle est un restaurant haut de gamme inspiré du Carthay Circle Theater de Los Angeles, ce cinéma accueilli l'avant première du premier long métrage de Walt Disney, Blanche-Neige et les Sept Nains.
- Fiddler, Fifer & Practical Cafe est un café sur le thème du court métrage de 1933, Les Trois Petits Cochons.

- Clarabelle's Hand-Scooped Ice Cream est un glacier Art déco sur le thème du personnage Clarabelle Cow.
- Mortimer's propose en libre service des fruits frais ainsi que des boissons.

Boutiques	
- Oswald's est une boutique thématisée en station service américaine des années 1930 proposant des souvenirs vintage.
- Julius Katz & Sons est une boutique Art déco spécialisée dans les instruments de cuisine et la décoration de maison.
- Big Top Toys est un magasin de jouets spécialisé dans les peluches.
- Elias & Co. est un magasin de vêtement de style Art déco.
- Kingswell Camera Shop est une boutique sur la photographie.
- Trolley Treats est une boutique de bonbons.

### Hollywood Land
Hollywood Land se situe à gauche de la Buena Vista Street, après la Sunshine Plaza. L'espace s'inspire de l'âge d'or Hollywoodien des années 1930, et plus particulièrement du Hollywood Boulevard et du Sunset Boulevard de ces années là. À son ouverture la zone s'appelait Hollywood Pictures Backlot en référence à la filiale de production cinématographique de Disney, Hollywood Pictures, son thème était alors le cinéma, la télévision et le théâtre. Cependant en 2012 avec la refonte du parc, la zone change de thème et de nom pour devenir Hollywood Land, le thème du cinéma est alors atténué pour laisser place au Hollywood des années 1930. En conséquences l'entrée imposante de cet espace composée d'une arche et de deux colonnes surmontés d'un éléphant dorés au sommet fut retirée, tandis que leurs socles furent gardées et repeints. Cette entrée était un hommage aux épopées spectaculaires de l'histoire Hollywoodienne, et en particulier du film muet de 1916, Intolérance.

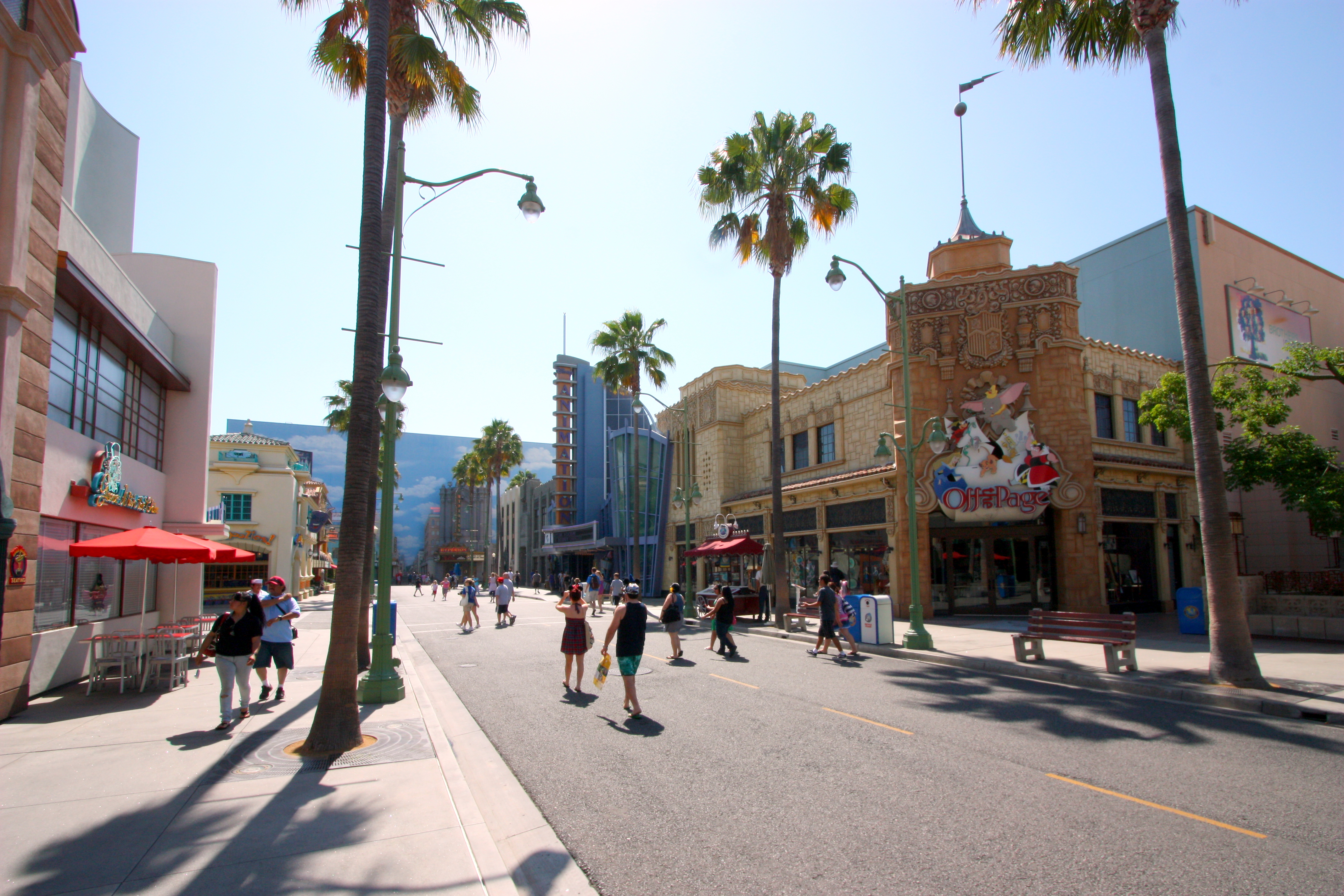
Vue sur l'artère principale d'Hollywood Land.

Hollywood Land est traversé comme Buena Vista Street par le tramway rouge du Red Car Trolley, cette zone est structurée avec une artère principale bordée d'arbres et de bâtiments. Elle possède aussi une place traversée par le monorail de Disneyland, on y trouve l'attraction Monsters, Inc. Mike and Sulley to the Rescue! et Hollywood Backlot Stage. Au bout de l'artère, un mur avec une peinture en trompe-l'œil cache un théâtre de 2 000 places, l'Hyperion Theater, il accueille le spectacle de type Broadway, Frozen - Live at the Hyperion, inspiré de La Reine des Neiges.
Attractions
- Monsters, Inc.: Mike and Sulley to the Rescue! est un parcours scénique sur le thème du film Monstres et Cie.
- Frozen - Live at the Hyperion est un spectacle de type comédie musicale de Broadway sur le film La Reine des Neiges et présenté dans l'Hyperion Theater.
- Mickey's PhilharMagic est un spectacle de film en 3D avec audio-animatronics sur le thème de Mickey.
- Turtle Talk with Crush est une attraction interactive permettant de communiquer avec le personnage de Crush du film Le monde de Nemo.
- Disney Junior Dance Party! est un spectacle interactif sur le thème Disney Junior proposé dans le Disney Theater. Dans cette attraction les petits dansent et chantent aux côtés de leurs personnages.
- Animation Academy vous permet d'apprendre à dessiner un personnage Disney lors d'un cours de 30 minutes.
- Sorcerer's Workshop est une attraction interactive sur les sorciers des différents mondes de Disney.

Rencontres de personnages
- Anna & Elsa's Royal Welcome permet de rencontrer des personnages du film La Reine des Neiges.

Restaurants	
- Schmoozies! est un snack-bar spécialisé dans les smoothies.
- Award Wieners est un snack-bar spécialisé dans les hot-dogs.
- Fairfax Market propose en libre service des fruits frais ainsi que des boissons.
- Studio Catering Co. est un camion-restaurant.
- Hollywood Lounge est un bar.

Boutiques
- Gone Hollywood est une boutique spécialisée.
- Off the Page est une boutique de reproductions d'art et de souvenirs sur le thème des classiques de Disney.
- The Studio Store est une boutique éphémère qui varie suivant les saisons du parc.

### Grizzly Peak
Grizzly Peak a pour thème la nature sauvage et les Parcs nationaux Californiens, avec des références particulières aux parcs nationaux de Yosemite, de Redwood et du Parc national de Sequoia. Cet espace, le plus boisée du parc est symbolisé par un pic rocheux artificiel qui revêt la forme d'une tête de grizzlis rugissant, l'ours brun symbole de l'État de Californie. Avant la refonte du parc en 2012, cette zone s'appelait Golden State et était subdivisée en trois sections, Grizzly Peak, Condor Flats et Pacific Wharf. Deux de ces sections, Grizzly Peak et Pacific Wharf sont maintenant devenu des espaces à part entière. La section Condor Flats a quant à elle intégré Grizzly Peak et s'appelle désormais Grizzly Peak Airfield. Elle a pour thème l'aviation dans les années 1950 au sein d'une base aérienne forestière de Californie. Le long de Grizzly Peak, l'hôtel Disney's Grand Californian Resort est intégré visuellement et offre un passage dans le parc à ses résidents sans passer par l'entrée principale.

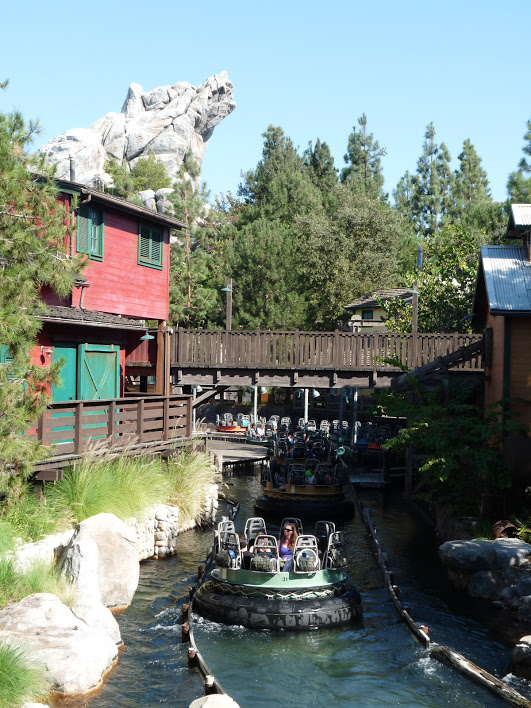
L'attraction Grizzly River Run et le pic rochaux de Grizzly Peak en arrière plan.

L'attraction principale est Grizzly River Run, il s'agit d'une rivière avec des rapides à descendre en bouées. Un tapis roulant sur une structure en bois amène les visiteurs vers le sommet du pic à la forme d'un grizzly. Près de cette attraction, on trouve Redwood Creek Challenge Trail, une aire de jeux destinée aux enfants avec un parcours dans des cabanes de bois et des ponts de singes. Dans la section Grizzly Peak Airfield, le hangar principal accueille le simulateur de vol Soarin' Over California, le visiteur monte alors à bord de nacelles suspendues au-dessus et face à des écrans géants, un système de turbines de ventilation agrémentées de parfums permet de rendre l'attraction encore plus réaliste. À côte de l'attraction un autre hangar sert de restaurant, le Smokejumpers Grill.
Attractions
- Grizzly River Run est une attraction de type rivière rapide en radeaux pneumatiques sur le thème des rapides de la Sierra Nevada où vivent les célèbres grizzlis, l'ours brun, symbole de l'État de Californie.
- Soarin' Over The World est simulateur de vol proposant un survol autour du monde, de lieux célèbres.
- Redwood Creek Challenge Trail est une aire de jeu proposant des ponts suspendu et des parois d'escalades sur le thème des Parcs nationaux Californiens.

Restaurant
- Smokejumpers Grill est un établissement de restauration rapide sur le thème des pompiers, et plus particulièrement sur ceux qui protègent par voie aérienne les parcs nationaux californiens.

Boutiques
- Rushin' River Outfitters est une boutique de souvenirs sur le thème des chalets de la Sierra Nevada.

### Paradise Gardens Park

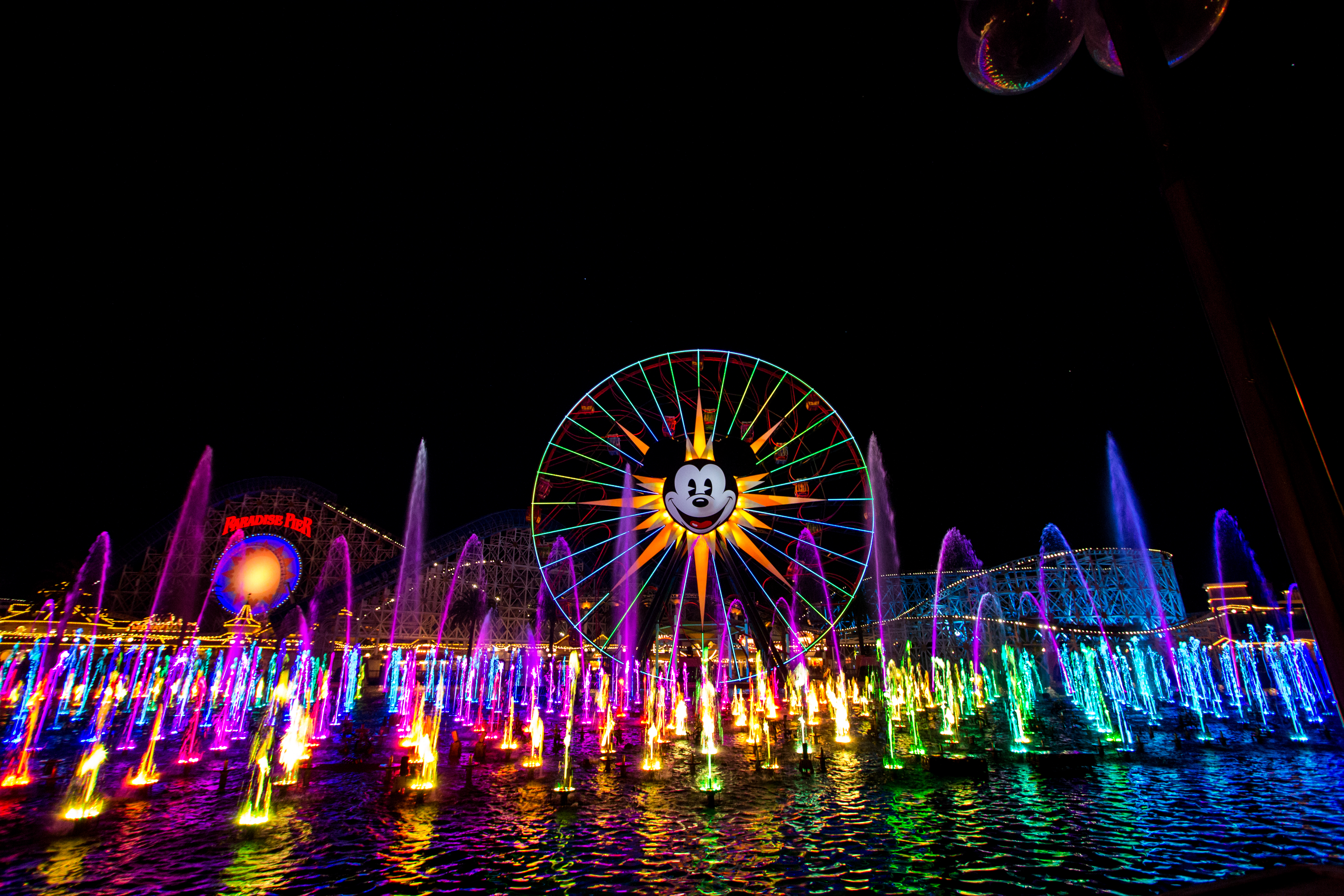
Vue sur le spectacle nocturne du parc, le Disney's World of Color.

Paradise Gardens Park est une représentation d'un parc d'attractions balnéaire des années 1920, dans l'esprit du Santa Monica Pier ou du Santa Cruz Beach Boardwalk. En 2010 avec la refonte du parc, cette zone a connu une restructuration de la majorité de ses attractions pour intégrer l'univers de Disney, ainsi par exemple l'attraction Golden Dreams est devenu The Little Mermaid: Ariel's Undersea Adventure, sur le thème du film La petite Sirène. Mais en réalité cet espace n'existe que depuis 2018, auparavant il était intégré à Paradise Pier, mais avec le rethématisation de la partie sud en Pixar Pier, la partie nord restante fut garder en l'état mais appelé Paradise Gardens Park.
Paradise Gardens Park est situé au bord du lac du parc, il offre ainsi une vue idéale sur le lac permettant ainsi de regarder le spectacle nocturne Disney's World of Color. Cet espace propose une autre attraction majeur, The Little Mermaid: Ariel's Undersea Adventure dont le thème concerne La Petite Sirène. Le reste est composé d'attractions de type fête foraine, de restaurants et d'une boutique.
Attraction
- Disney's World of Color est un spectacle nocturne présenté sur un lac composé d'effets hydrotechniques et pyrotechniques.
- The Little Mermaid: Ariel's Undersea Adventure est un parcours scénique basé sur le film La Petite Sirène.
- Parades est une procession de chars et de personnages présentant différents thème de l'univers de Disney. Elle se déroule tous les jours, mais varie suivant les saisons.

- Goofys Sky School est une montagne russe pour enfant sur le thème d'une école de vol et de Dingo (Goofy).

- Golden Zephyr est une variante des attractions de type chaises volantes sur le thème des fusées.

- Jumpin' Jellyfish une attraction de type tour de chute en parachute décorée sur le thème des méduses et des fonds marins.
- Silly Symphony Swings est une attraction de type chaises volantes sur le thème du court métrage La Fanfare.

- Paradise Garden Bandstand est un groupe de musique des années 1930 jouant dans un kiosque.

Restaurants
- Paradise Garden Grill est un restaurant grill spécialisé dans la bière.
- Boardwalk Pizza & Pasta est un restaurant italien.
- Corn Dog Castle est un snack-bar sur le moyen-âge spécialisé dans les hot-dogs.

Boutique
- Seaside Souvenirs est une boutique en plein air inspirée des stands de souvenirs des années 1930.

### Pacific Wharf
Pacific Wharf est la reconstitution d'un port de pêche de la côte ouest américaine, inspiré de ce que l'on retrouve à San Francisco ou à Monterey. Avant la refonte du parc en 2012, Pacific Wharf était rattaché à l'ancienne zone du Golden State avec deux autres sections, Grizzly Peak et Condor Flats. Cette nouvelle zone est située au centre du parc au bord du lac, entre Paradise Gardens Park et Cars Land. De l'autre côté du "bras de mer" on peut cependant découvrir une seconde thématisation qui rend hommage aux vignobles Californiens.

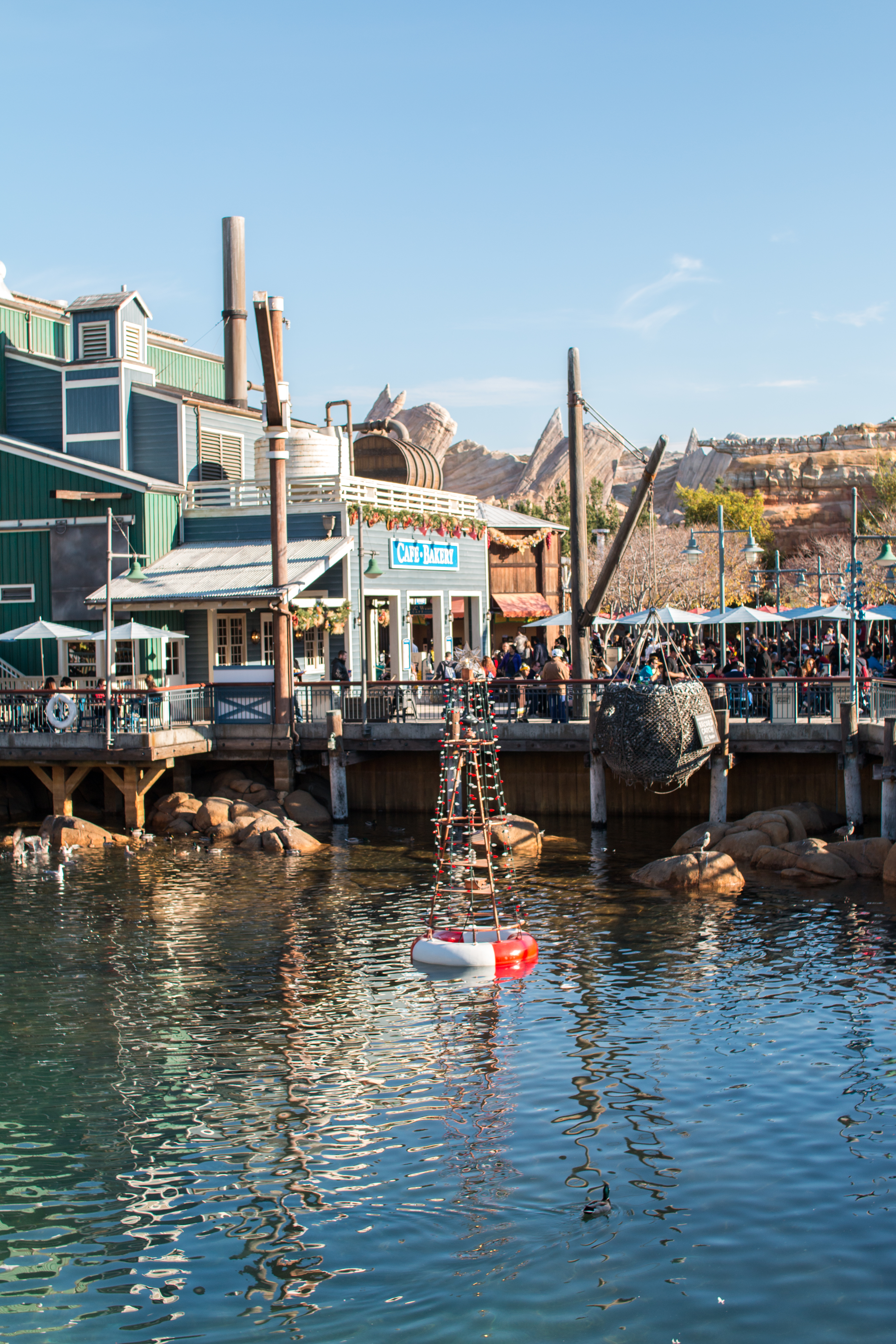
Les quais du port de pêche de Pacific Wharf.

Pacific Wharf est principalement une zone composée de restaurant californien et internationaux comprenant un restaurant asiatique, un restaurant mexicain et un glacier italien. Ces restaurants sont là pour rappeler l'arrivée d'une grande vague d'immigration aux États-Unis au début du XXe siècle, et de l'importance qu'ils ont dans la culture américaine. Dans cet espace on ne retrouve que deux attractions, Walt Disney Imagineering Blue Sky Cellar et The Bakery Tour, en plus du spectacle Mariachi Divas, il s'agit là d'attractions éducatives ou culturelles qui détonne assez avec les autres attractions du parc.
Attractions
- Walt Disney Imagineering Blue Sky Cellar permet aux visiteurs de voir comment travaillent les Imagineers, les employés de Disney qui créent toutes les attractions des différents parcs de la marque dans le monde.
- The Bakery Tour est une visite d'une boulangerie en pleine activité et son pain au levain de San Francisco.
- Mariachi Divas est un spectacle de rue proposé part un groupe de Mariachi mexicain.

Restaurants
- Wine Country Trattoria est un restaurant méditerranéen sur le thème de la Napa Valley.
- Lucky Fortune Cookery est un restaurant asiatique.
- Cocina Cucamonga Mexican Grill est un restaurant mexicain.
- Ghirardelli® Soda Fountain and Chocolate Shop est un glacier.
- Pacific Wharf Café est un snack.
- Rita's Baja Blenders est un bar.
- Pacific Wharf Distribution Co. est un snack-bar.

### Pixar Pier
Pixar Pier est une reconstitution d'un parc d'attractions balnéaire des années 1920, dans l'esprit de Santa Monica Pier ou de Santa Cruz Beach Boardwalk. Au fil des années différents films de l'univers Pixar ont intégré la zone, car à l'ouverture du parc, la zone s'appelait Paradise Pear, était deux fois plus étendu puisque Paradise Gardens Park y était rattaché et n'avait pour thème que la Californie. En 2008 le parc connait une refonte majeure, l'espace subit alors une rethématisation de la majorité de ses attractions et commence ainsi à intégrer l'univers de Disney. Les conséquences les plus visibles furent que la grande roue Sun Wheel fut renommée Mickey's Fun Wheel, avec de plus sur son axe, l'apparition du visage de Mickey venu remplacer le précèdent emblème, un soleil. Cette même année une nouvelle attraction Toy Story Midway Mania, sur le thème du film des Studios Pixar, vient accentuer l'intégration des nouvelles licences de Disney dans la zone. Dix ans après, en 2018, cet espace subit un nouveau remaniement, il se défait de sa partie nord qui devient alors le Paradise Gardens Park tandis que la partie sud restante change de nom et de thème pour s'appeler Pixar Pier et intégrer ainsi divers films des Studios Pixar. En conséquence les attractions, restaurants et boutiques sont rethématisés dans un des différents univers Pixar, la Mickey's Fun Wheel devient par exemple la Pixar Pal-A-Round tandis que le California Screamin’ devient l'Incredicoaster.

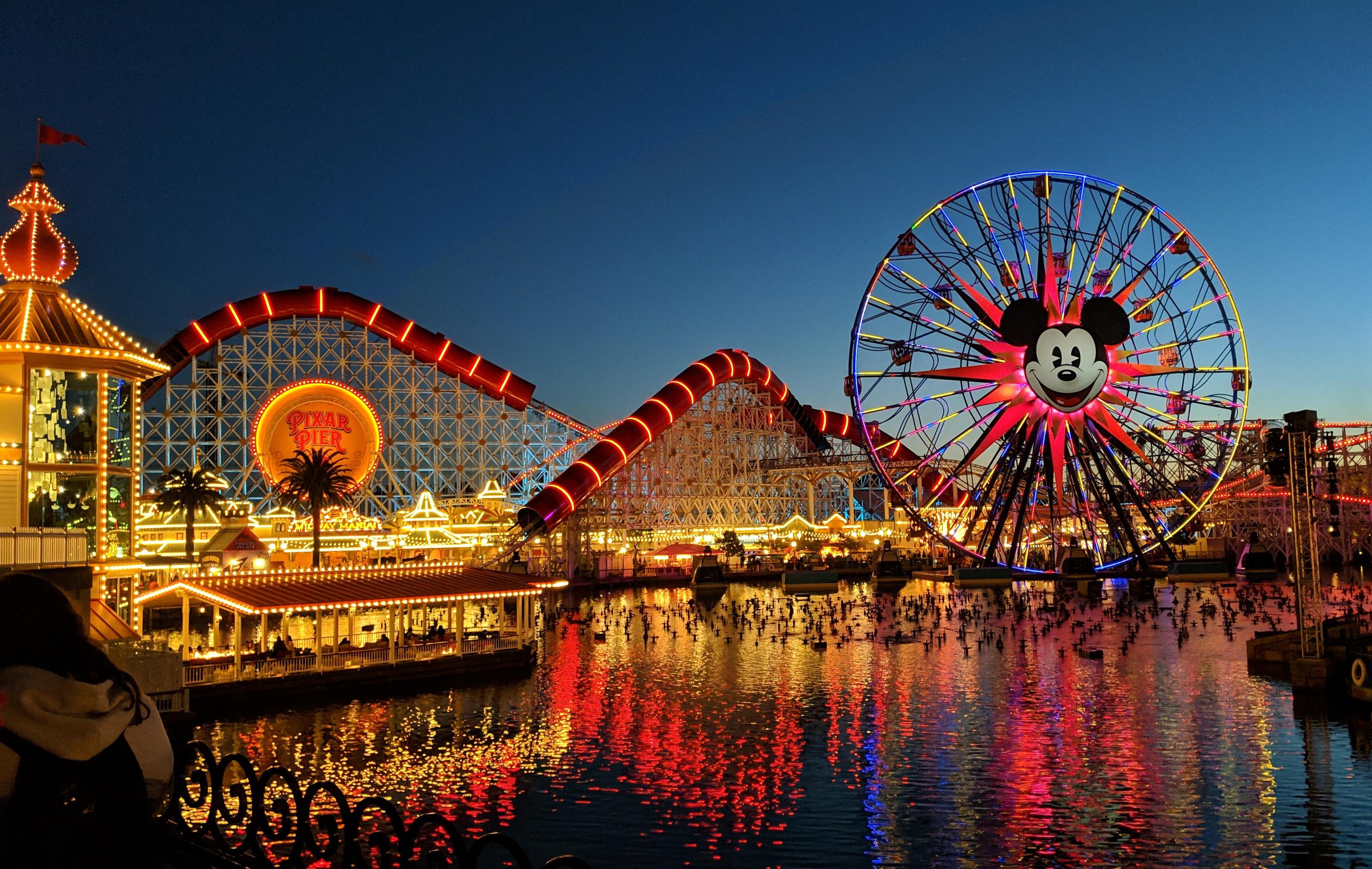
Vue sur Pixar Pier et sa grande roue, la Pixar Pal-A-Round l'emblème du parc.

Pixar Pier est situé au bord du lac principal du parc, il est accessible par Pacific Wharf et par le Paradise Gardens Park. Cet espace est régulièrement le premier à fermer le soir car il est utilisé comme zone technique pour le spectacle nocturne, le Disney's World of Color. Il accueille aussi l'emblème du parc, la grande roue Pixar Pal-A-Round visible au loin avec son symbole de Mickey. On y trouve aussi deux autres attractions majeurs, la montagne russe l'incredicoaster sur le film Les Indestructibles et le parcours interactif dans l'univers de Toy Story, Toy Story Midway Mania.
Attractions
- Pixar Pal-A-Round est une grande roue avec un symbole géant de mickey, elle a la particularité d'avoir la moitié de ses nacelles qui sont coulissantes tandis que l'autre moitié est fixe. Avec la grande roue de Coney Island, la Wonder Wheel dont elle est inspirée, il s'agit des deux dernières de ce type aux États-Unis.

- Incredicoaster est une montagnes russes sur le thème du film Les indestructibles, l'attraction est basée sur le système du Space Mountain du Parc Disneyland, à Disneyland Paris. Elle débute donc par une propulsion des trains par catapultage et par des vagues créées autour, ensuite durant son parcours elle offre le premier looping du Disneyland Resort.
- Toy Story Midway Mania est parcours scénique interactif sur le thème des films Toy Story.
- Inside Out Emotional Whirlwind est une variante des attractions de type chaises volantes sur le thème du film Vice-versa.
- Jessie's Critter Carousel est un carrousel sur le thème du personnage de Jessie des films Toy Story.
- Games of Pixar Pier est une salle d'arcade payante proposant quatre jeux inspiré du court métrage La Luna et des films 1 001 Pattes, WALL-E et Toy Story 2.

Rencontre de personnages
- Meet Pixar Pals permet de rencontrer des personnages de l'univers Pixar.

Restaurant	
- Lamplight Lounge est un restaurant "gastropub" dans un décors industriel.
- Adorable Snowman Frosted Treats est un glacier sur le thème de l'abominable homme des neiges.
- Angry Dogs est un snack spécialisé dans les hot-dogs.
- Jack-Jack Cookie Num Nums est snack proposant des cookies.
- Poultry Palace est un snack spécialisé dans le poulet.
- Señor Buzz Churros est un snack proposant des churros.

Boutiques
- Knick's Knacks est une boutique de souvenirs spécialisée dans les souvenirs sur l'univers de Pixar dans un décors inspirés du court métrage Knick Knack.
- Bing Bong's Sweet Stuff est une confiserie sur le thème du personnage de Bing Bong du film Vice-versa.

### Cars Land
Cars Land est une zone thématisée ouverte en 2012, elle est la résultante et le symbole de la refonte majeur qu'a connu le parc à partir de 2008, afin d’augmenter l’offre de ce dernier. Cet espace comprend des attractions, des restaurants et des boutiques intégrées dans une réplique de la ville Radiator Springs du film d’animation Cars. Cette zone a utilisé l'emplacement d'un parc de stationnement pour sa construction, ainsi que d'une partie de la zone Twilight Zone Tower of Terror (devenu depuis Guardians of the Galaxy – Mission: Breakout!) et la totalité de la Bountiful Farm Valley. 

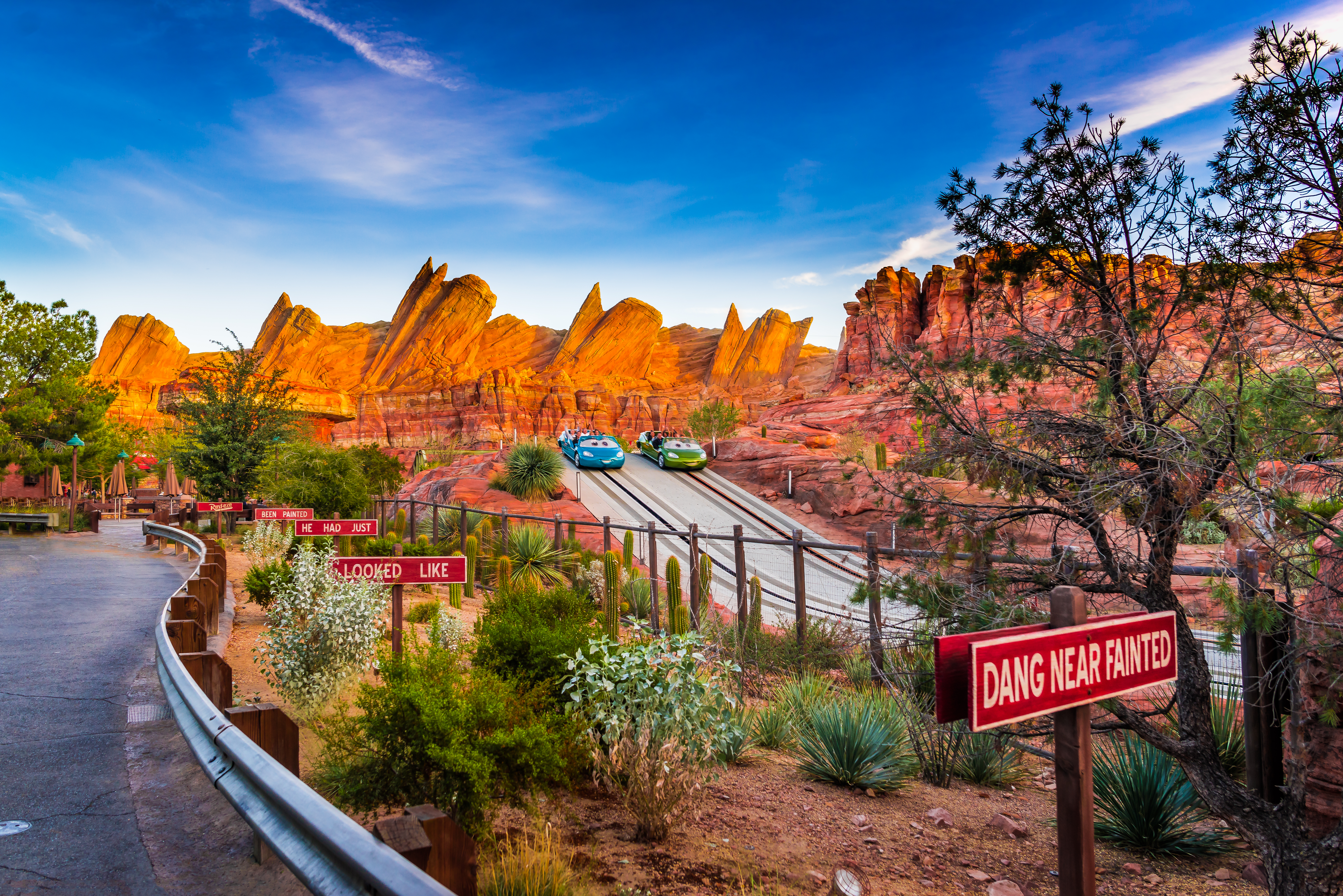
Les grands rochers ocres de Radiator Springs Racers.

Cars Land est accessible depuis les zones de Pacific Wharf et de l'Avengers Campus. Même si cet espace est basé sur un film d'animation, il fut construit avec des décors rappelant les grands déserts d'Arizona et différentes villes réelles de la Route 66, dont une portion se trouve en Californie et justifie sa présence dans le parc. L'attraction majeur est Radiator Springs Racers, qui est visible de loin grâce à ses grand rocher ocres. La zone comprend deux autres attractions Mater's Junkyard Jamboree et Luigi's Rollickin' Roadsters, cette dernière ouvrit en 2016 en remplacement de l'attraction originale Luigi's Flying Tires.
Attractions
- Radiator Springs Racers est une version modifiée de l'attraction Test Track, il s'agit d'un simulateur automobile mais ici dans l'univers du film Cars.
- Luigi's Rollickin' Roadsters est une balade de véhicules sur piste, basée sur le film Cars.
- Mater's Junkyard Jamboree est un demolition derby modifié, sur le thème du personnage Martin du film Cars.

Rencontre de personnages
- Meet the Residents of Radiator Springs in Cars Land propose la rencontre de personnages du film Cars.

Restaurants
- Flo's V8 Cafe est un établissement de restauration rapide dans un décor de station service rétro de la Route 66 présente dans le film Cars.
- Cozy Cone Motel est une aire de restauration comprenant cinq snack-bar, sur le thème du motel du film Cars.
- Fillmore's Taste-In propose en libre service des fruits frais ainsi que des boissons.

Boutique
- Ramone's House of Body Art est une boutique de souvenirs sur l'univers du film Cars.
- Sarge's Surplus Hut est une boutique de souvenirs sur le thème du film Cars.
- Radiator Springs Curios est une boutique de souvenirs sur l'univers du film Cars.

### Avengers Campus
Avengers Campus a ouvert le 4 juin 2021 à l'emplacement de l'ancienne zone A Bug's Land, il est situé entre Hollywood Land et Cars Land. Il s'agit du huitième espace du parc et le seul à n'avoir aucun lien avec la Californie. Son thème sur les super-héros de l'univers Marvel complète, avec les deux autres espaces présents à Paris et à Hong-Kong, une partie de l'histoire globale et interconnectée des Avengers.
Attractions

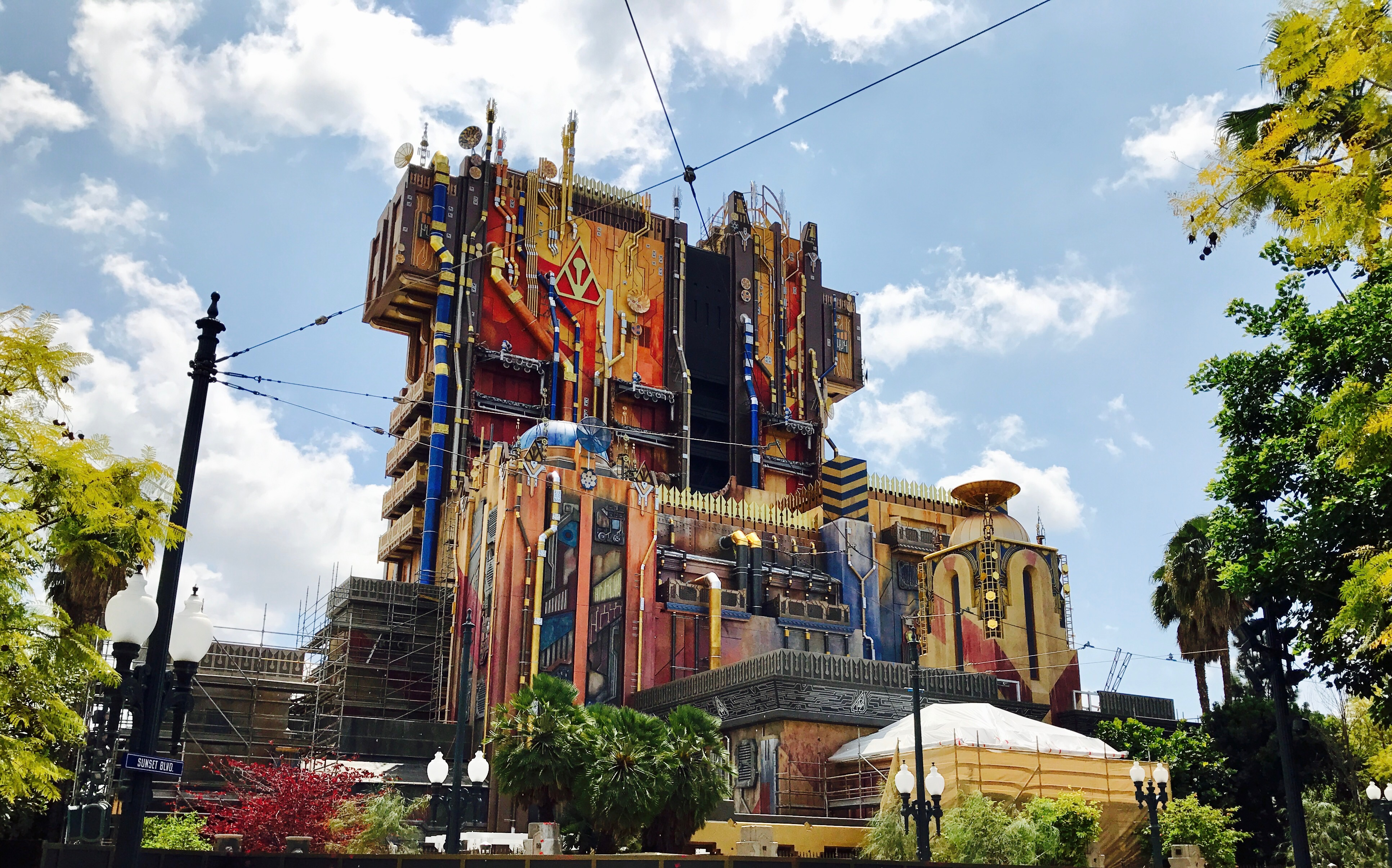
Vue sur l'attraction Guardians of the Galaxy – Mission: Breakout! de l'Avengers Campus.

- Guardians of the Galaxy – Mission: Breakout! est une attraction de type parcours scénique et tour de chute sur le thème du film Les gardiens de la Galaxie. Il s'agit d'une rethématisation de l'attraction, The Twilight Zone Tower of Terror anciennement intégrée à Hollywood Land.
- Web Slingers: A Spider-Man Adventure est une attraction sur le thème de Spider-Man, le visiteur doit porter des lunettes 3D et étirer ses mains pour lancer des toiles d'araignées virtuelles, grâce à une technologie qui détecte les mouvements. L'objectif de cette attraction est de toucher un maximum de cibles en sachant qu'elles ont des valeurs de points différentes suivant leurs couleurs.
- Ancient Sanctum est un spectacle mettant en scène Docteur Strange apprenant les arts mystiques aux visiteurs.

Rencontre de personnages
- Avengers Headquarters propose de rencontrer les super-héros de l'univers Marvel.

Restaurant
- PYM Test Kitchen est un restaurant sur le thème d'Ant-Man et de la société fictive PYM, le restaurant propose des menus assez spéciaux avec des aliments disproportionnés, plus grands ou plus petits.

Boutiques
- W.E.B. Suppliers est une boutique proposant des souvenirs Marvel, on y trouve notamment les Spider-Bots interactifs et les dernières inventions de la W.E.B. (Worldwide Engineering Brigade).
- The Collector's Warehouse est une boutique sur le thème des Gardiens de la Galaxie proposant des souvenirs Marvel.